# Архангел (музикална група)
Архангел е рок музикална група от Северна Македония. Групата е основана във февруари 1989 година. Има издадени 4 албума. Първият албум излиза в 1991 година.

## Дискография

### Архангел (1991)
1. Ладно оръжие
2. Гордост
3. Исус
4. Златно жолто
5. Превез
6. Молк
7. Луна
8. Два во еден
9. Брчки
10. Архангел

### Архангел II (1993)
1. Сенище
2. Драги мой
3. Война
4. Дно
5. Чудесен свет
6. Човек без име и презиме
7. 1000 светла
8. Зборови волшебни
9. 1.000.000$
10. Разговор без смисла

### Heart Core (1998)
1. Нова вера, нова библия
2. Крст
3. Heart core
4. Нож
5. Любов или омраза
6. Радост
7. Uber Makedonishe
8. Владимир
9. Heart Core 2
10. Never talk...

### Небесна машина (2003)
1. Земя
2. Небесна машина
3. Рубин кармин
4. Заумна сила
5. Брчки
6. Небо
7. I'm so sad
8. Шал од жал
9. Билборд икона
10. Вина невина

## Live 121298 (2004)
1. Ладно оръжие
2. Heart core
3. Гордост
4. Златно жолто
5. Исус
6. Луна
7. Зборови волшебни
8. 1000 светла
9. Радост
10. Човек без име и презиме
11. Драги мой
12. Сенище
13. Нова вера, нова библия
14. 1 000 000 $
15. Нож
16. Любов или омраза
17. Владимир
18. Дно
19. Война
20. Чудесен свет
21. Uber Makedonishe